# Guiguinto
Guiguinto ist eine Stadtgemeinde in der philippinischen Provinz Bulacan. Im Jahre 2015 zählte sie 99.730 Einwohner. 

## Baranggays
Bustos ist in folgende 14 Baranggays aufgeteilt:
| - Cutcut - Daungan - Ilang-Ilang - Malis - Panginay - Poblacion - Pritil | - Pulong Gubat - Santa Cruz - Santa Rita - Tabang - Tabe - Tiaong - Tuktukan |